# 1. градишка лака пјешадијска бригада
1. градишка лака пјешадијска бригада је била једна од јединица Првог крајишког корпуса Војске Републике Српске. Бригада је основана 12. јуна 1992. у Градишци. Ратни командант био је Бошко Гвозден.

## Историјат
До трансформације у бригаду, прва ратна искуства стицала је као Одред територијалне одбране. Након оснивања бригада је имала два батаљона, а већ крајем 1992. и почетком 1993. године имала је пет батаљона. Крај рата је завршила дочекала са девет батаљона. Сва територија која се налазила у зони одговорности ове бригаде током Одбрамбено-отаџбинског рата је сачувана. Бригада је учествовала у операцији "Коридор 92", затим у борбама на добојском ратишту, Кострешу, Игману, Бјелашници и другим ратиштима широм Републике Српске. Бранила је преко 40 километара сјеверне границе на Сави. Бригада је такође учествовала у операцији "Лукавац 93" у саставу Сарајевско-романијског корпуса и разбијању непријатељске терористичке акције на Бок Јанковцу. На почетку је имала 600 људи, а на крају рата имала је 5.150 бораца. У ратним дејствима погинуло је 119 бораца, а 347 је рањено.
Градишка бригада за своје заслуге у Одбрамбено-отаџбинском рату је добила Медаљу Петра Мркоњића, за несебичну храброст и одлучност у одбрани српског народа и стварању Републике Српске.

## Састав
- Градишки батаљон (командант Љубомир Пеулић)
- 2. батаљон (командант Миодраг Кевић)
- 3. (Турјачки) батаљон у саставу бригаде од 1993. До тада је био у саставу 5. Козарске бригаде[5]
- 4. батаљон
- 5. батаљон
- 6. батаљон
- 7. батаљон
- 8. батаљон
- 9. батаљон